# Wojciech Łazarek
Wojciech Łazarek (Lodz, Polonia; 4 de octubre de 1937-Gdansk, 13 de diciembre de 2023) fue un jugador y entrenador de fútbol polaco que jugó en la posición de delantero.

## Carrera
Era técnico mecánico de formación. Como futbolista, jugó como delantero. Graduado en el Metalowiec Łódź, luego jugó en el Start Łódź, ŁKS Łódź y Lechia Gdańsk.
Después de terminar su carrera futbolística, comenzó a trabajar como entrenador. Comenzó como entrenador asistente de la selección nacional juvenil de Łódź (1964-1967). Luego trabajó como entrenador del equipo nacional juvenil de Wybrzeże (1968-1974), MRKS Gdańsk (1971-1974), Lechia Gdańsk (1974- 1975), ( 1977), . PSV Eindhoven y Dynamie Kiev, Hamburger SV, Herta BSC (1986). En la década de 1970, realizó muchas pasantías de entrenador en el extranjero, entre ellas: en Trelleborgs FF (1980 −1984, Campeonato de Polonia 1983 y 1984, Copa de Polonia 1982 y 1984), nuevamente Lechia Gdańsk (1985−1986) y brevemente los equipos de la 2.ª liga sueca Lech Poznań (1978-1979, ascenso a la 1.ª liga), Zawisza Bydgoszcz Bałtyk Gdynia (1975-1976), Olimpia Elbląg
En agosto de 1986 ganó el concurso para el puesto de entrenador de la selección polaca. La selección la dirigió del 25 de agosto de 1986 al 15 de junio de 1989. Se marchó tras perder el partido contra la Selección inglesa en las fases de clasificación del Campeonato del Mundo de 1990 realizado en Italia.
Después de terminar su trabajo con la selección polaca, entrenó a equipos polacos y extranjeros: israelí Hapoel Kefar Sawa (1990), ŁKS Łódź (1991), egypski Al-Masry Port Said (1992), Arabia Ettifaq FC (1993 −1994), Aluminium Konin (1995), israelí Hapoel At-Tajjiba (1996−1997) ), Wisła Cracovia (1997−1998 y 2000), Widzew Łódź. [2]selección nacional de Sudán Jagiellonia Białystok (1998-1999) y Śląsk Wrocław (1998),
Del 19 de octubre de 2005 al 3 de julio de 2006 fue entrenador y director deportivo del club War-Pol Narew Ostrołęka. Del 8 de abril a junio de 2008 fue entrenador del Steinpol-Ilanka Rzepin[3]

### Jugador
| Periodo   | Club          |
| --------- | ------------- |
| 1956–1961 | Start Łódź    |
| 1961      | ŁKS Łódź      |
| 1962–1966 | Start Łódź    |
| 1967–1971 | Lechia Gdańsk |

### Entrenador
| Periodo   | Club                  |
| --------- | --------------------- |
| 1971–1974 | MRKS Gdańsk           |
| 1974–1975 | Lechia Gdańsk         |
| 1975–1976 | Olimpia Elbląg        |
| 1977      | Bałtyk Gdynia         |
| 1978–1979 | Zawisza Bydgoszcz     |
| 1980–1984 | Lech Poznań           |
| 1984–1986 | Lechia Gdańsk         |
| 1986      | Trelleborgs FF        |
| 1986–1989 | Polonia               |
| 1990      | Hapoel Kfar Saba      |
| 1991      | ŁKS Łódź              |
| 1992      | Al-Masry SC           |
| 1993–1994 | Ettifaq FC            |
| 1995      | Aluminium Konin       |
| 1996–1997 | Hapoel Tayibe         |
| 1997–1998 | Wisła Kraków          |
| 1998      | Widzew Łódź           |
| 1998–1999 | Śląsk Wrocław         |
| 2000      | Wisła Kraków          |
| 2001–2002 | Jagiellonia Białystok |
| 2002–2004 | Sudán                 |
| 2005–2006 | Narew Ostrołęka       |
| 2008      | Iłanka Rzepin         |

## Logros

### Entrenador
- Ekstraklasa: 1982–83, 1983–84
- Polish Cup: 1981–82, 1983–84

### Individual
- Entrenador Polaco del Año: 1983, 1984